# Equal ガネシス
『equal ガネシス』（イコール がねしす）は、高橋良輔による小説。村瀬修功がイラストを担当。『月刊ニュータイプ』にて1993年2月号から1994年12月号まで連載され、終了から17年を経た2011年になって初の単行本が発売となった。

## 概要
『装甲騎兵ボトムズ』シリーズと同じアストラギウス銀河の、テレビシリーズから約300年後が舞台となる。この時代になってもギルガメスとバララントの間で戦争が続いているが、アーマードトルーパーに替わって「ロボトライブ」と呼ばれるアンドロイドが主力兵器となっており、その様相は一変している。

## あらすじ
惑星ラザースでアンドロイド兵器「ロボトライブ」による反乱が発生し、感情が芽生えたロボトライブたちは「ガネシスとは何か？」という疑問を人間にぶつけ、戦闘を拒否しているという。元軍人レイ・チャドラーは調査のため、かつての部下であったロボトライブたちを引き連れてラザースへ赴く。

## 登場キャラクター

### 人間
レイ・チャドラー
元メルキア軍少尉。ロボトライブたちを兵士として正当な扱いをしていたことから覚醒したGeeらの信頼を得ており、中尉としてラザース調査隊の一員に選ばれる。
メックス・ウィニング
メルキア軍大尉。暴走（＝覚醒）ロボトライブを処分する「ロビーシューター」。職業柄ロボトライブを快く思っていないが、覚醒の理由に興味を抱き、調査隊に同行する。
ミラ・グレイ
チャドラーにラザース調査を依頼した女性。どこかの国家機関に所属しているようであるが、その正体は不明。
ハゥル・コンホーリー
メルキア軍少将。ラザース遠征の指揮官。

### 覚醒ロボトライブ
Gee（ジィー）
最新のG型ロボトライブ。あらゆる面で最高の能力を持ち、偵察、白兵戦から飛行機の操縦まで何でもこなす。
バフィー
一般家庭の「疑似家族」用少女型ロボトライブ。15歳程度の疑似人格が設定され、軍事用とは違って外見はほぼ人間と変わらない。自分自身の存在意義を求め、家族の元から「家出」をしてきた。調査隊に強引に加わったことを始めとして、感情の赴くままの行動によりたびたびトラブルを引き起こす。
チーフ
チャドラーの右腕であったF型ロボトライブ。現在はラザースにおける覚醒ロボトライブたちのリーダーとなっている。

## 用語
ロボトライブ
AIによる自律行動が可能となったアンドロイド兵器。身体はATにも使われていたマッスルシリンダーによって駆動し、AIを司る「メガブレイン」「サブブレイン」はネクスタントの補助脳が発展したものとなっている。作中では用途が異なるAタイプからGタイプまでが登場。バララント側の同種兵器は「ニュードロイド」と呼ばれる。
第五次銀河大戦が一時休戦となって以降は民間に払い下げられ、人間の労働者との間に摩擦が生じている。「ロビー」の略称でも呼ばれ、暴走したロボトライブは「マッビー（マッドロビー）」として処分対象となる。

## 書籍情報
- 「装甲騎兵ボトムズ equalガネシス」ISBN 978-4047157002 2011年5月26日 角川書店より発売